# 怪獸卡車 (電影)
《怪獸卡車》（英語：Monster Trucks）是一部2016年美國3D真人結合電腦動畫風格的動作喜劇片，由克里斯·韦奇執導，強納森·艾柏、葛倫·柏格、德瑞克·康諾利及馬修·羅賓森共同編劇。電影主演包括盧卡斯·提爾、珍·莉薇、艾美·萊恩、丹尼·葛洛佛、羅伯·勞、歆妲·蘿拉、巴里·佩珀與赫特·麥卡藍。此外，本片為演員喬·波里托於2016年9月1日去世前的最後一部電影。
該片定於2017年1月13日在美國上映，而英國則搶先於2016年12月26日上映。

## 劇情
故事敘述平凡的高中生崔普試圖尋找任何方法來離開目前居住的小鎮，他便開始利用報廢汽車的零件拼裝怪物卡車；但後來，崔普意外地在油井鑽探現場發現了一隻地下怪物，該怪物對速度的快感相當執著。為此，崔普開始與怪物合作，來達到自己出走的目標，同時也與怪物成為一同玩樂的好友。

## 演員
- 盧卡斯·提爾[7]飾演崔普
- 珍·莉薇[7]飾演梅瑞狄斯
- 艾美·萊恩[8]飾演辛蒂
- 赫特·麥卡藍[9]飾演柏克
- 羅伯·勞[10]飾演李斯
- 丹尼·葛洛佛[11]飾演韋瑟斯先生
- 巴里·佩珀[12]飾演警長瑞克
- 湯瑪斯·雷蒙[13]飾演比爾·多德博士
- 辛塔·劳拉飾演艾莉兒
- 喬·波里托飾演賽勒隆斯

## 發行
《怪獸卡車》的美國上映日被更改許多次。最初定於2015年5月29日在美國上映，但於2015年1月26日，電影延期至2015年12月25日，而原本的日期則給了《不可能的任務：失控國度》的最初檔期。2015年5月5日，電影又被延期至2016年3月18日。2015年11月10日，再度改到2017年1月13日。2016年9月21日，《好萊塢報導》認為，派拉蒙預計《怪獸卡車》的票房表現可能會不佳，因為製片的預算過高。

### 評價
電影收穫的評價多為負面，根據爛番茄上收集的94篇影評文章，新鮮度32%，平均分為4.48/10，而在Metacritic上，基於23位影評人的評論，其中有5篇給予好評，7篇差評，11篇褒貶不一，得分41。據CinemaScore調查，觀眾的平均評價於A+至F間落於「A」。

### 票房
截至2017年1月15日，電影於美國及加拿大的總票房為1,050萬美元，其他地區2,070萬美元。在北美，《怪獸卡車》與《冤親債主》、《限時救援》以及《沉默》、《愛國者行動》和《夜行人生》的廣泛發行版本共同競爭，預計在首映週能於3,119個劇院中收穫800萬到1,000萬美元。

## 外部連結
- 官方网站
- 互联网电影数据库（IMDb）上《怪獸卡車》的资料（英文）
- Box Office Mojo上《怪獸卡車》的資料（英文）
- 爛番茄上《怪獸卡車》的資料（英文）
- Metacritic上《怪獸卡車》的資料（英文）
- AllMovie上《怪獸卡車》的资料（英文）
- 開眼電影網上《怪獸卡車》的資料（繁體中文）
- 时光网上《怪獸卡車》的資料（简体中文）
- 豆瓣电影上《怪獸卡車》的資料 （简体中文）